# Acraea unipunctella
Acraea unipunctella är en fjärilsart som beskrevs av Embrik Strand 1911. Acraea unipunctella ingår i släktet Acraea och familjen praktfjärilar. Inga underarter finns listade i Catalogue of Life.